# Paraselenca marginata
Paraselenca marginata is een hooiwagen uit de familie Assamiidae.